# Ecuación en integrodiferencia
En matemáticas, una  ecuación de integrodiferencia es una relación de recurrencia en un espacio funcional, de la siguiente forma:
{\displaystyle n_{t+1}(x)=\int _{\Omega }k(x,y)\,f(n_{t}(y))\,dy,}
donde {\displaystyle \{n_{t}\}\,}  es una secuencia en el espacio de funciones y {\displaystyle \Omega \,} es el dominio de esas funciones. En la mayoría de las aplicaciones, para cualquier {\displaystyle y\ in\ Omega\,}, {\displaystyle k(x,y)\,} es una función de densidad de probabilidad en {\displaystyle \ Omega\,}. Tenga en cuenta que en la definición anterior, {\displaystyle n_{t}} puede tener valores vectoriales, en cuyo caso cada elemento de {\displaystyle \{n_{t}\}} tiene asociada una ecuación de integrodiferencia de valor escalar. Las ecuaciones de integrodiferencia se usan ampliamente en biología matemática, especialmente ecología teórica, para modelar la  dispersión y el crecimiento de las poblaciones. En este caso, {\displaystyle n_{t}(x)} es el tamaño o la densidad de la población en la ubicación {\displaystyle x} en el momento {\displaystyle t}, {\displaystyle f(n_{t}(x))} describe el crecimiento de la población local en la ubicación {\displaystyle x} y {\displaystyle k(x,y)}, es la probabilidad de moverse desde el punto {\displaystyle y} al {\displaystyle x}, a menudo denominado núcleo de dispersión. Las ecuaciones de integrodiferencia se usan más comúnmente para describir las poblaciones de  univoltinos, incluidas, entre otras, muchas especies de artrópodos y plantas anuales. Sin embargo, las poblaciones multivoltinas también pueden modelarse con ecuaciones integrodiferenciales, siempre que el organismo tenga generaciones no superpuestas. En este caso, {\displaystyle t} no se mide en años, sino más bien el incremento de tiempo entre las crías.

## Núcleos de convolución y velocidades de invasión
En una dimensión espacial, el núcleo de dispersión a menudo depende solo de la distancia entre la fuente y el destino, y puede ser
escrito como {\displaystyle k(x-y)}. En este caso, algunas condiciones naturales en f y k implican que existe una
Velocidad de propagación para olas de invasión generadas a partir de condiciones iniciales compactas. La velocidad de la ola se calcula a menudo.
estudiando la ecuación linealizada
{\displaystyle n_{t+1}=\ int_{-\ infty}^{\ infty}k(x-y)Rn_{t}(y)dy}
donde {\displaystyle R=df/dn(n=0)}.
Esto se puede escribir como la convolución.
{\displaystyle n_{t+1}=f'(0)k*n_{t}}
Usando una transformación de la función generadora de momentos.
{\displaystyle M(s)=\ int_{-\ infty}^{\ infty}e^{sx}n(x)dx}
Se ha demostrado que la velocidad de onda crítica
{\displaystyle c^{*}=\ min_{w>0}\ left[\ frac{1}{w}\ ln\ left(R\ int_{-\ infty}^{\ infty}k(s)e^{ws}ds\ right)\ right]}
Otros tipos de ecuaciones usadas para modelar dinámica de población a través del espacio incluyen  reacción-difusión ecuaciones y metapoblación ecuaciones. Sin embargo, las ecuaciones de difusión no permiten tan fácilmente la inclusión de patrones de dispersión explícitos y solo son biológicamente precisas para poblaciones con generaciones superpuestas. Las ecuaciones de metapoblación son diferentes de las ecuaciones de integrodiferencia en el hecho de que dividen la población en parches discretos en lugar de un paisaje continuo.